# Wirén
Wirén är ett efternamn, som burits av bland andra:
- Arne Wirén (1908–1986), svensk operasångare
- Axel Wirén (1860–1925), svensk zoolog
- C. Viréen  (aktiv under senare delen av 1800-talet), svensk målare
- Dag Wirén (1905–1986), svensk tonsättare
- Dan Wirén (född 1951), svensk bildkonstnär
- Edvin Wirén (1885–1950), finländsk präst
- Erik Wirén (1925–2016), svensk arkitekt
- Eva Arkstedt-Wirén (född 1925), svensk tecknare
- Göran Wirén (1941–1990), svensk journalist
- Hanna Virén (1880–1970), svensk lärare och målare
- Herta Wirén (1899–1991), svensk journalist
- Jan Wirén (1935–2022), svensk amatörskådespelare
- Lasse Virén (född 1949), finländsk långdistanslöpare och politiker
- Linus Wirén (född 1993), svensk friidrottare
- Lisa Wirén (född 1984), svensk handbollsspelare
- Nils Wirén (1936–1992), svensk handbolls- och fotbollsspelare
- Noel Wirén (1905–1989), svensk sångtextförfattare
- Rickard Wirén (född 1969), svensk scenograf
- Robert Reinhold von Wirén (1857–1917), rysk amiral
- Staffan Wirén (1926–2011), svensk grafiker
- Torgny Wirén (född 1958), svensk präst
- Werner Wirén (1887–1985), finländsk präst
- William von Wirén (1894–1956), estnisk seglare